# Villa Hayes
Villa Hayes est une ville du Paraguay et la capitale du département du Presidente Hayes.
Elle est surnommée la « ville d'acier ».

## Description
Villa Hayes est située à 31 km de la capitale d'Asunción. Elle se trouve sur les rives du fleuve Paraguay, au sud, elle borde la rivière Confuso et au nord la rivière Verde.

## Histoire
Initialement, la ville est fondée au XVIIe siècle sous le nom de mission « Yasoka » par le père Roque González mais le site est finalement abandonné. Un siècle se passe et le père Amancio González fonde une nouvelle ville en 1786 sous le nom de mission « Melodía », qui prend ensuite le nom d'« Amancio Cué », Cué signifiant « ce qui est passé » en guarani. De nouveau, la ville est abandonnée. Une fois le Paraguay devenu indépendant, le gouvernement du président Carlos Antonio López décide d'installer une colonie française sous le nom de « Nouvelle-Bordeaux » en référence au port d'embarquement des migrants, représentée par 120 familles, soit 410 colons. Cette nouvelle tentative se solde par un échec et la colonie est dissoute. L'année suivante, la ville est renommée par le président Carlos Antonio López « Primera Villa occidentale » qui devient « Villa occidentale ». Après la guerre de la Triple Alliance, en 1869, des soldats argentins prennent le contrôle de la région puis l’abandonnent en 1879. Depuis le 13 mai 1879, à la suite du décret du président paraguayen Cándido Bareiro, la ville porte le nom de Villa Hayes en hommage au président des États-Unis d'Amérique Rutherford B. Hayes. Celui-ci avait favorablement arbitré la restitution de la région au Paraguay.